# Wa Seng
Wa Seng byl macajský fotbalový klub, který sídlil ve stejnojmenné portugalské kolonii. Jednalo se o dvojnásobného vítěze macajské nejvyšší fotbalové soutěže. Na mezinárodní scéně klub účinkoval celkem dvakrát, všechny účasti byly v Asijském mistrovství klubů (5 zápasů, 0 výher, 0 remíz, 5 proher, skóre 4:37).
Své domácí zápasy odehrával na stadionu Campo 28 de Maio s kapacitou 2 200 diváků.

## Získané trofeje
Zdroj: 
- Liga de Elite ( 2× )
  - 1984/85, 1987/88

## Umístění v jednotlivých sezonách
Stručný přehled
Zdroj: 
- 1984–1988: Campeonato da 1ª Divisão

Jednotlivé ročníky
Zdroj: 
Legenda: Z - zápasy, V - výhry, R - remízy, P - porážky, VG - vstřelené góly, OG - obdržené góly, +/- - rozdíl skóre, B - body, červené podbarvení - sestup, zelené podbarvení - postup, fialové podbarvení - reorganizace, změna skupiny či soutěže
| Portugalský Macao (1984 – 1988) |                          |        |     |     |     |     |     |     |     |     |        |
| Sezóny                          | Liga                     | Úroveň | Z   | V   | R   | P   | VG  | OG  | +/- | B   | Pozice |
| 1984/85                         | Campeonato da 1ª Divisão | 1      | ... | ... | ... | ... | ... | ... | ... | ... | 1.     |
| 1985/86                         | Campeonato da 1ª Divisão | 1      | ... | ... | ... | ... | ... | ... | ... | ... |        |
| 1986/87                         | Campeonato da 1ª Divisão | 1      | ... | ... | ... | ... | ... | ... | ... | ... |        |
| 1987/88                         | Campeonato da 1ª Divisão | 1      | ... | ... | ... | ... | ... | ... | ... | ... | 1.     |

## Účast v asijských pohárech
Zdroj: 
| Ročník  | Soutěž                    | Kolo                      | Klub                  | Doma | Venku | Celkem   |
| ------- | ------------------------- | ------------------------- | --------------------- | ---- | ----- | -------- |
| 1985    | Asijské mistrovství klubů | Skupina Východní Asie "2" | Daewoo Royals         | 0:9  | 1:5   | 2. místo |
| 1988/89 | Asijské mistrovství klubů | Předkolo (sk. 6)          | Yamaha Motors         | 2:9  | 2:9   | 5. místo |
| 1988/89 | Asijské mistrovství klubů | Předkolo (sk. 6)          | Klub 25. dubna        | 0:4  | 0:4   | 5. místo |
| 1988/89 | Asijské mistrovství klubů | Předkolo (sk. 6)          | South China AA        | 0:3  | 0:3   | 5. místo |
| 1988/89 | Asijské mistrovství klubů | Předkolo (sk. 6)          | Kuang-tung Chung-jüan | 1:7  | 1:7   | 5. místo |